# Satélite de alto rendimiento
Un satélite de alto rendimiento (HTS por su abreviatura en inglés de High Throughput Satellite) es una clasificación para los satélites de comunicaciones que proporcionan al menos dos veces ( aunque por lo general es un factor de 20 o más) el rendimiento total de un satélite FSS para la misma cantidad de espectro orbital asignado y por lo tanto reduciendo significativamente costo por bit.

## Decripción
ViaSat-1 y EchoStar XVII (también conocido como Jupiter-1) ofrecen más de 100 Gbit/s de capacidad, que es más de 100 veces la capacidad ofrecida por un satélite de banda Ku convencional. Cuando se lanzó en octubre de 2011 ViaSat-1 tenían más capacidad (140 Gbit/s) superior que el resto de satélites de comunicaciones comerciales de América del Norte juntos.

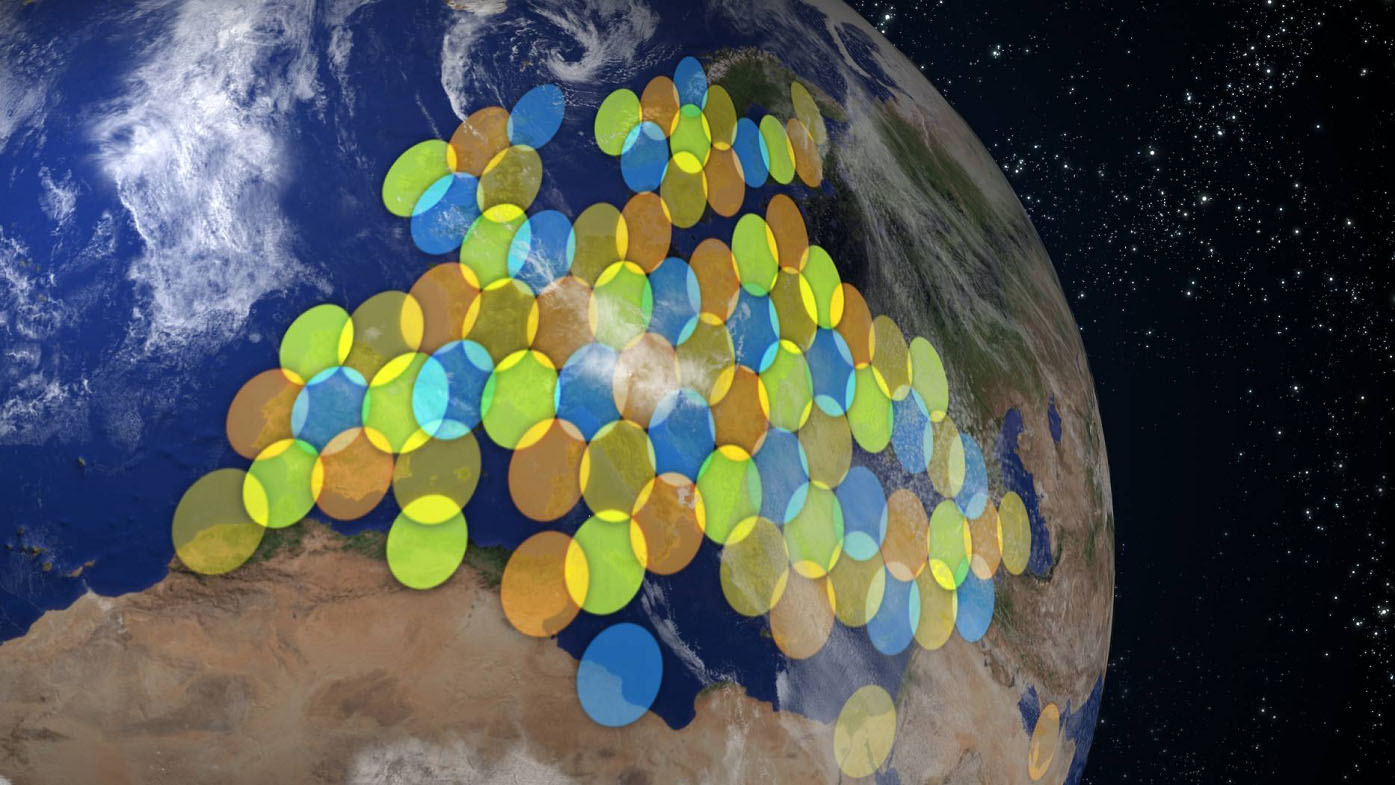
Eutelsat's KA-SAT

Amazonas-3 fue lanzado en el año 2013 por Arianespace como reemplazo del Amazonas-1 (actualmente llamado Hispasat-55W-1) y se ubica en la Posición Orbital Geoestacionaria de 61° Oeste desde donde brinda servicios sobre América y Europa en las bandas de frecuencia Ku, Ka y C mediante 63 transpondedores. El satélite, de 6.200 kilogramos, 14 kW de potencia (11,2 kW en la carga útil) y 15 años de vida útil, fue fabricado por Space System Loral (SSL) con fuerte participación de la industria espacial española. Proporcionará servicios de banda C y Ku en Brasil para Hispamar, una empresa conjunta de Hispasat y la compañía brasileña de telecomunicaciones Oi. Mediante la resolución 1409-E/2017 del Ministerio de Comunicaciones de la Nación Argentina se autorizó al satélite a ofrecer servicios en el territorio argentino. La autorización del Amazonas-3 se enmarca en el Acuerdo de Reciprocidad entre Argentina y Brasil ya que el satélite está registrado en la subsidiaria de Hispasat en Brasil. La comercializadora argentina es Orbith